# 1992年夏季残疾人奥林匹克运动会英国代表团
1992年夏季残疾人奥林匹克运动会英国代表团是英国派出的1992年夏季残疾人奥林匹克运动会代表团。获得42枚金牌、51枚银牌和45枚铜牌。